# Quod apostolici muneris

Wappen Papst Leos XIII.

In seiner zweiten Enzyklika Quod apostolici muneris (sinngemäß: Unsere apostolische Pflicht) vom 28. Dezember 1878 wandte sich Papst Leo XIII. gegen den Sozialismus.

## Die Konfrontation mit dem Sozialismus
Die römisch-katholische Kirche betrachtete im 19. Jahrhundert den Sozialismus als ihren gefährlichsten Feind. Dementsprechend stand sie dem Sozialismus im Allgemeinen und dem Marxismus im Besonderen strikt ablehnend gegenüber. Papst Pius IX., der Vorgänger von Leo XIII., hatte 1846 in seiner Antrittsenzyklika Qui pluribus den Kommunismus als eine „abscheuliche Lehre“ verurteilt und in §4 seines Syllabus errorum unter anderem Sozialismus und Kommunismus als „Seuchen“ verworfen. Leo XIII. führte diese Auseinandersetzung weiter.
Schon kurz nach Antritt seines Pontifikats gab Papst Leo XIII. in seiner veröffentlichten Enzyklika Quod apostolici muneris den Ton und den Inhalt der kirchlichen Erklärungen vor, wenn er von den Sozialisten schrieb als von der „Partei jener Menschen, welche mit verschiedenen, fast barbarischen Namen Sozialisten, Kommunisten oder Nihilisten genannt werden und über die ganze Welt verbreitet sind“. Den Sozialismus bezeichnete er als „Pest“, gegen die die „Kirche Gottes eine so große Macht besitzt, wie sie weder menschlichen Gesetzen noch den Verboten der Behörden noch den Waffen der Soldaten zukommt“. Sozialisten verurteilte der Papst in den einleitenden Absätzen der Enzyklika unter anderem, weil sie jenen „höheren Mächten“ den Gehorsam verweigern, die ihre weltliche Macht von Gott erhalten hätten und weil sie die Gleichheit aller Menschen forderten. Ebenfalls verurteilt werden jene demokratischen Staaten, gemäß deren Verfassung das Recht vom Volk ausgeht, nicht von Gott bzw. in dessen Namen regierenden Monarchen.
Zwar erklärt er, dass Regenten gerecht zu herrschen hätten, ermahnt alle Gläubigen aber zugleich auch, nicht gegen Tyrannen aufzubegehren, sondern ihr Schicksal als von Gott auferlegt zu erdulden. Genauso wie alle Menschen den Herrschenden, so sie sich auf Gott berufen, Gehorsam schulden, sind Frauen gemäß der Enzyklika, entgegen den egalitären Ideen der Sozialisten, angehalten, Männer als ihre Herren anzusehen. Die Ungleichheit zwischen Männern und Frauen sei demgemäß ebenso von Gott gegeben, wie Standesunterschiede und die Unterschiede zwischen Besitzenden und Armen. Gleichheit und eine Aufhebung dieser Unterschiede, wie sie der Sozialismus anstrebt, sei also ein Vergehen gegen die göttliche Ordnung.
Die Kirche würde politischen Kräften, die gegen die sozialistischen Parteien und Bewegungen vorgehen, unter der Bedingung zur Seite stehen, dass ihr die Staaten „jene Stellung und Freiheit wiedergeben, in der sie ihren so höchst heilsamen Einfluss zum besten der ganzen Gesellschaft geltend machen kann“.

## Die „kleinen“ Sozialenzykliken
Neben der bekanntesten, der Enzyklika Rerum novarum (15. Mai 1891), verfasste Leo XIII. mit Diuturnum illud (29. Juni 1881), Immortale Dei (1. November 1885), Libertas (20. Juni 1888) und Graves de communi re (19. Januar 1901) noch eine Reihe weiterer, „kleiner“ Sozialenzykliken.